# نوپسرها سیلونیکا
نوپسرها سِیلونیکا یک گونه سوسک از خانوادهٔ سوسک‌های شاخک‌دراز است. جیمز کلارک مولسورث گاردنر در سال ۱۹۳۶ آن را توصیف و بررسی کرد. این گونه از سوسک در سری‌لانکا یافت شده است.